# アンダー・ファイア (アルバム)
『アンダー・ファイア』("Under Fire") はアルゼンチン人ジャズ作曲者兼サクソフォーン奏者ガトー・バルビエリのアルバムである。1971年ニューヨークでの演奏を収録し、1973年にフライング・ダッチマン・レーベルからリリースされた。

## 評価
| 専門評論家によるレビュー | 専門評論家によるレビュー |
| レビュー・スコア         | レビュー・スコア         |
| 出典                     | 評価                     |
| ------------------------ | ------------------------ |
| Allmusic                 | [ 4 ]                    |

オールミュージックのサイトでは、「『アンダー・ファイア』は、ガトー・バルビエリの70年代初期の最も重要な作品である。アルゼンチン人テナーマンがその音楽性をアバンギャルドから南米大陸のルーツの探求へと回帰させる過渡期にあたり、まだ軌道を逸して弛緩したフュージョンに堕してもいない。」 として、3つ星評価を与えている。

## 収録曲
1. "El Parana" (Gato Barbieri) - 8:58
2. "Yo le Canto a la Luna" (Atahualpa Yupanqui) - 4:49
3. "Antonico" (Ismael Silva) - 3:48
4. "Maria Domingas" (Jorge Ben) - 9:28
5. "El Sertao" (Gato Barbieri, Sérgio Ricardo) - 8:16

## パーソネル
- Gato Barbieri (ts, vo)
- Lonnie Liston Smith (p, elp)
- John Abercrombie (g, elg)
- Stanley Clarke (b)
- Roy Haynes (ds)
- James Mtume (cga)
- Airto Moreira (perc, ds)
- Moulay Ali Hafid (perc)